# 滇南山梅花
滇南山梅花（学名：Philadelphus henryi）为虎耳草科山梅花属下的一个种。

## 扩展阅读
- 維基物種上的相關：滇南山梅花